# Massimiliano Pazzaglia
Massimiliano Pazzaglia (né le 17 décembre 1962 à Rome est un acteur italien.

## Biographie
Son père est le réalisateur et écrivain Riccardo Pazzaglia.

## Filmographie partielle

### Cinéma
- 1986 : Separati in casa (it)  de Riccardo Pazzaglia
- 1987 : Palla al centro de Federico Moccia
- 1994 : Même heure, l'année prochaine (Tutti gli anni una volta l'anno) de Gianfrancesco Lazotti
- 1998 : Un bugiardo in paradiso (it) d'Enrico Oldoini
- 2001 : Capitaine Corelli (Captain Corelli's Mandolin) de John Madden
- 2003 : Ho visto le stelle! (it) de Vincenzo Salemme (it)
- 2008 : Jumper de Doug Liman

### Télévision
- Senza scampo (mini série) de Paolo Poeti (1990)
- Il ricatto 2 de Vittorio De Sisti (1991)
- Due madri per Rocco de Andrea Frazzi e Antonio Frazzi (1994)
- Aventures Caraïbes de Paolo Barzman (1996)
- Il maresciallo Rocca de Lodovico Gasparini (1996)
- Indiscretion of an American Wife de George Kaczender (1998)
- Il dono di Nicholas de Robert Markowitz (1998)
- Don Matteo de Enrico Oldoini (2000)
- Il bello delle donne 2 de Lidia Montanari et Luigi Parisi (2001)
- Valeria medico legale 2 de Gianfrancesco Lazotti (2002)
- San Giovanni - L'apocalisse de Raffaele Mertes (2002)
- 2004 : Rita da Cascia de Giorgio Capitani : Duccio
- Capri de Francesca Marra e Enrico Oldoini (2006)
- Caravaggio d'Angelo Longoni (2007)
- Distretto di Polizia 8 d'Alessandro Capone (2008)
- Il maresciallo Rocca e l'amico d'infanzia de Fabio Jephcott (2008)
- I Cesaroni 4 de Stefano Vicario et Francesco Pavolini (2010) - série télévisée, Épisode : Pregiudizio universale
- Squadra antimafia - Palermo oggi 4 - série télévisée, Épisode : 4x03 (2012) - Ruolo: avvocato Ruffini
- Squadra mobile, regia di Alexis Sweet – série télévisée, Épisode 1x13 (2015)

## Théâtre
- Rugantino, mise en scène de Pietro Garinei (1998) : Gnecco